# Macedonia Centrală
Macedonia Centrală (în greacă Κεντρική Μακεδονία - Kentrikí Makedonía) este una din cele 13 regiuni ale Greciei, fiind subdivizată în 7 prefecturi. Capitala este în orașul Salonic. Regiunea se învecinează cu alte regiuni: Macedonia de Est și Tracia, Macedonia de Vest, Tesalia, și cu statele Macedonia de Nord și Bulgaria.